# Acharya
Abreviatura científica para Deepak Acharya
Un acharia es un importante maestro religioso. Este término tiene diferente significado en el hinduismo, el budismo y el jainismo. En letra devanágari se escribe आचार्य.

## En el hinduismo
En el hinduismo, un acharia es una ‘personalidad divina’ (majá purusha) que se cree que ‘desciende’ (avatāra) para enseñar y establecer la ‘devoción’ (bhakti) en el mundo y escribir las ‘conclusiones doctrinales’ (siddhānta) de la devoción a Dios (Bhagavān).
En la tradición hindú ha habido acharias muy importantes:
- Shankarácharia: difundió la doctrina advaita vada.
- Ramanushacharia (m. 1137): difundió la devoción al dios Vishnú por encima del dios Shivá.[2]
- Madhva Acharia: su doctrina se llama dwaita vada. Su enseñanza primaria es: "El único objetivo de un alma es la glorificación de Dios".[3]
- Nimbarkacharia: sus escritos afirman que la suprema forma de Dios es Radha y Krishná.
- Vallabhacharia: creó la doctrina del pushti-marga.
- Chaitania: achintia bheda-abheda tattwa (‘inconcebiblemente, [Dios y las almas son] diferentes y no diferentes’)
- Bhanubhakta Acharia (1814-1868, poeta y traductor nepalí): no fue un acharia en el sentido religioso de la palabra.
- Kripaluji Majarásh
- Acharia Shri Koshalendraprasadji Maharásh
- Acharia Shri Rakesh Prasadaji Maharásh

## En el jainismo
En el jainismo, un acharia es un monje al que se rinde culto. La palabra Suri equivale a acharia.
Algunos de los más famosos, por orden cronológico son:
- Gautama Ganadhara
- Ganahar Sudharma Swami
- Jambu Swami[4]
- Bhadrabahu (325 a. C.)
- Sthulabhadra
- Kundakunda (siglo II)
- Samantabhadra (siglo IV)
- Siddhasen Diwakar (siglo V)
- Manatunga: compositor del Bhaktamar Stotra
- Haribhadra (700-750)
- Akalanka (620-680)
- Virasena (790-825)
- Jinasena (800-880): preceptor de los líderes Rashtrakuta.
- Nemichandra
- Hemachandra (1089-1172): preceptor de Kumarapala
- Jagadguru Hira Vijaya Suri, invitado por el emperador Akbar
- Acharia Rajendrasuri (1827-1906)
- Shantisagar (1872-1955)